# Герб Швейцарії

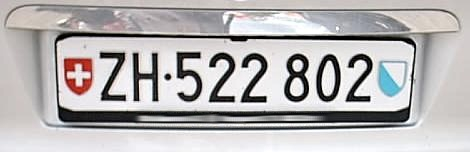
Номерний знак автомобіля, зареєстрованого в Цюриху, з гербом Швейцарії зліва і гербом кантона Цюрих праворуч

Герб Швейцарії — один з офіційних символів Швейцарії.
На гербі Швейцарії зображений той самий білий хрест, що і на Швейцарському Прапорі, але він знаходиться на тлі червоного щита.
Як і Швейцарський Прапор, герб використовується всюди — його можна побачити на швейцарських франках, реєстраційних номерах автомобілів тощо.